# L'Irrésistible Célibataire
Pour plus de détails, voir Fiche technique et Distribution.
L'Irrésistible Célibataire (Bekenntnisse eines möblierten Herrn) est une comédie romantique allemande réalisée par Franz Peter Wirth et sortie en 1963.

## Synopsis
Tout ce que possède le graphiste munichois Lukas sont quelques objets d'usage courant, comme ses vêtements et un canard. C'est un charmeur intelligent et un dragueur désespéré, un artiste bohème sans domicile fixe et sans volonté de s'engager. Lukas ne reste jamais longtemps au même endroit et se déplace donc d'appartement en appartement, toujours en tant que sous-locataire d'un logement meublé. C'est là qu'il s'adonne de préférence à ses aventures amoureuses. La gent féminine apprécie beaucoup cet homme notoirement peu enclin à s'engager. Ainsi, entre le lit et la baignoire, ses chemins se croisent avec des dames d'origines diverses - de la petite bourgeoise à la grande aristocrate en passant par la dame classieuse. La parentèle de l'une ou l'autre de ses conquêtes voit parfois d'un très mauvais œil les agissements de Lukas.
La ronde de Lukas autour de l'éternel féminin commence avec la fin de sa brève relation avec Ingrid et, comme par la suite, ses amis (masculins) doivent une fois de plus faire leur possible pour empêcher le beau célibataire de se marier « malgré lui ». Après de nombreuses aventures, Lukas rencontre un jour une jeune femme qui est manifestement aussi indépendante et libre d'esprit que lui, et pour la première fois, il commence à s'intéresser réellement à une compagne de lit. Mais Daniela renverse les rôles et le fait languir.

## Fiche technique
- Titre français : L'Irrésistible Célibataire[1]
- Titre original allemand : Bekenntnisse eines möblierten Herrn[2]
- Réalisation : Franz Peter Wirth
- Scénario : Oliver Hassencamp (de)
- Photographie : Günther Senftleben
- Montage : Lilian Seng
- Musique : Bert Grund (de)
- Décors : Rolf Zehetbauer
- Production : Wolf Schwarz (de)
- Société de production : Neue Deutsche Filmgesellschaft
- Format : Noir et blanc - son mono - 16 mm
- Pays de production :  Allemagne de l'Ouest
- Langue originale : allemand
- Durée : 103 minutes
- Genre : comédie romantique
- Date de sortie :
  - Allemagne de l'Ouest : 4 janvier 1963 (Hanovre)
  - France : 19 mars 1965

## Distribution
- Karl-Michael Vogler : Lukas
- Françoise Prévost : Lilli
- Maria Sebaldt (de) : Daniela
- Alexandra Stewart : Princesse
- Cordula Trantow : Renate
- Blandine Ebinger : Alma
- Karl Bockx : Robert
- Rolf Boysen (de) : Peter
- Isolde Bräuner : Ines
- Monika John (de) : Gerda
- Wolfgang Lukschy : Alfredo
- Nora Minor (de) : Wanda
- Hans Reiser (de) : Pauli
- Olga von Togni (de) : Gustl
- Adrienne Gessner : Princesse Mère
- Annemarie Holtz (de) : Tante Friederike
- Herbert Hübner : Oncle Eugen
- Käthe Itter (de) : Mère Zierholt
- Kurt Pratsch-Kaufmann : Père Zierholt
- Harry Hardt :
- Ellen Umlauf :
- Sigurd Fitzek (de) :
- Kathrin Ackermann (de) :